# Michał Borowski (architekt)
Michał Borowski (ur. 24 kwietnia 1950 w Warszawie, zm. 6 lipca 2020 tamże) – polski architekt, historyk sztuki, od 2003 do 2006 pełnił funkcję Naczelnego Architekta Miasta Stołecznego Warszawy, a od 2007 pełnił obowiązki szefa gabinetu politycznego w Ministerstwie Sportu i Turystyki. Od października 2007 do sierpnia 2008 prezes zarządu Narodowego Centrum Sportu.

## Życiorys
Studiował na Wydziale Architektury Politechniki Warszawskiej oraz Wydziale Historii Sztuki Uniwersytetu Sztokholmskiego. W 1974 ukończył studia na Wydziale Architektury Królewskiej Politechniki w Sztokholmie.
Od 1976 roku pracował jako architekt w biurach architektonicznych w Sztokholmie oraz jako asystent i wykładowca na Wydziale Architektury Królewskiej Politechniki w Sztokholmie. W latach 1976–2003 pracował w przedsiębiorstwach budowlanych i projektowych działających w Szwecji, Portugalii, Niemczech i Polsce. W latach 1993–1995 wykładał w studium podoktoranckim Akademii Wojskowej w Petersburgu oraz w podyplomowym Studium Urbanistyki i Planowania Przestrzennego na Wydziale Architektury PW.
Był członkiem Związku Architektów Szwedzkich, Związku Szwedzkich Budowniczych oraz Stowarzyszenia Architektów Polskich.
18 sierpnia 2003 został powołany na stanowisko Naczelnego Architekta Miasta Stołecznego Warszawy. Od 31 sierpnia do 1 grudnia 2006 pełnił funkcję koordynatora w Urzędzie m. st. Warszawy odpowiedzialnego za pracę Biur: Funduszy Europejskich, Geodezji i Katastru, Naczelnego Architekta Miasta i Stołecznego Konserwatora Zabytków. Dymisję z zajmowanego stanowiska otrzymał w grudniu 2006, po objęciu funkcji prezydenta Warszawy przez Hannę Gronkiewicz-Waltz, w związku z likwidacją urzędu Naczelnego Architekta.
23 lipca 2007 objął obowiązki szefa gabinetu politycznego w Ministerstwie Sportu i Turystyki. Zajmował się m.in. nadzorowaniem przygotowań do organizacji Euro 2012. 4 października 2007 decyzją minister sportu i turystyki Elżbiety Jakubiak objął funkcję prezesa zarządu Narodowego Centrum Sportu. 6 sierpnia 2008 podał się do dymisji. Tego samego dnia minister sportu Mirosław Drzewiecki przyjął rezygnację Michała Borowskiego z zajmowanego stanowiska.
W latach 2012–2015 prezes zarządu spółki Tacit Investment.
Zmarł 6 lipca 2020 w wieku 70 lat. Pochowany w Alei Zasłużonych na cmentarzu Powązki Wojskowe w Warszawie (kwatera G-tuje-55).
W 2020 pośmiertnie odznaczony Krzyżem Kawalerskim Orderu Odrodzenia Polski.